# Discografie Inner Ear
Dit is een lijst van albums die zijn uitgekomen zijn op het Noorse platenlabel Inner Ear albums.
| Catalogus nr. | Artiest | Titel                                     | Datum release | Format |
| ------------- | --- | ----------------------------------------- | ------------- | ------ |
| INEA 01       | Tore Johansen / Vigleik Storaas / Ole Morten Vågan                                                                    | Rainbow Session                           | 2007-08-20    | CD     |
| INEA 02       | Roger Johansen | World Of Emily                            | 2007-12-03    | CD     |
| INEA 03       | Vigleik Storaas Trio                                                                                                  | Now                                       | 2007-12-03    | CD     |
| INEA 04       | Tore Johansen Unity                                                                                                   | Giving                                    | 2008-10-20    | CD     |
| INEA 05       | Albatrosh | Seagull Island                            | 2009-03-09    | CD     |
| INEA 06       | Tore Johansen, Elin Rosseland, Bodø Domkor, Bodø Sinfonietta                                                          | Jazz Mass                                 | 2009-11-09    | CD     |
| INEA 07       | Tore Johansen, feat. Steve Swallow                                                                                    | I.S.                                      | 2010-01-11    | CD     |
| INEA 08       | Vigleik Storaas | Open Ears                                 | 2010-09-29    | CD     |
| INEA 09       | Albatrosh | Mystery Orchestra with Grenager & Tafjord | 2010-10-04    | CD     |
| INEA 10       | Tore Johansen | Natt, Stille                              | 2010-11-15    | CD     |
| INEA 11       | Tore Johansen guest Odd Børretzen recite ”Nord” by Rolf Jacobsen                                                      | Nord                                      | 2011-06-15    | CD     |
| INEA 12       | Roger Johansen feat. Georg Riedel                                                                                     | Fine Together                             | 2011-09-30    | CD     |
| INEA 13       | Hayden Powell | The Attic                                 | 2011-09-16    | CD     |
| INEA 14       | Eva Trones | “Tango For En" – Sanger Av Terje Nilsen   | 2011-11-11    | CD     |
| INEA 15       | Tore Johansen, Vigleik Storaas, Jo Skaansar, Jon Christensen                                                          | Double Rainbow                            | 2012-02-10    | CD     |
| INEA 16       | Vigleik Storaas Trio                                                                                                  | Epistel #5                                | 2012-09-28    | CD     |
| INEA 17       | Tore Johansen, commission for Bodø Jazz Open 2012, with vocalist Sarah Riedels presenting lyrics by Tomas Tranströmer | Open Minds                                | 2012-10-05    | CD     |
| INEA 18       | Terje Nilsen | Gledeståra                                | 2012-11-02    | CD     |
| INEA 19       | Tore Johansen | The Set                                   | 2014-04-11    | CD     |
| INEA 20       | Roger Johansen | On The Up                                 | 2014-05-30    | CD     |
| INEA 21       | Vigleik Storaas + Tor Yttredal                                                                                        | Chamber                                   | 2015-02-06    | CD     |